# FMS España 2018
La FMS España 2018/2019 fue la 2.ª edición de la Freestyle Master Series en España, liga organizada por Urban Roosters, que inicio el 4 de mayo de 2018 y terminó el 16 de febrero de 2019.
Chuty se coronaría campeón de la segunda temporada, consiguiendo su segundo anillo de campeón en la jornada 8.
En esta temporada debutarían Walls y Force, ascendidos por terminar como 1ero y 2do en el ranking de ascenso respectivamente. Invert y Mr. Ego, descendidos en la temporada anterior, pasaron a ser jueces durante esta temporada ya que pasarían de ser 3 a 5 jueces por jornada. 
Además, esta fue la última temporada de Arkano que anunciaría su retiro en las últimas jornadas.

## Formato de competición
El reglamento de esta temporada de FMS se puede resumir en 10 puntos principales:
- Victoria: 3 puntos.
- Victoria tras réplica: 2 puntos.
- Derrota: 0 puntos.
- Derrota tras réplica: 1 punto.
- La diferencia de PTB, puntos acumulados por cada batalla, para la réplica era de 5 pts, de cada juez.
- El primer puesto se corona como campeón.
- El puesto 9° y 10° descienden directamente
- El puesto 8° disputa una batalla eliminatoria contra el 3° puesto del ranking de ascenso, si gana, se mantiene, si pierde, desciende.
- Los ascensos se rigen según el ranking de ascenso de Urban Roosters.
- Del ranking de ascenso, el 1° y 2° puesto ascienden directamente.

### Formato de batalla
- Easy Mode: Palabras cada 10 segundos. (60 segundos por MC)
- Hard Mode: Palabras cada 5 segundos. (60 segundos por MC)
- Temáticas: Temáticas 4 patrones ida y vuelta.
- Personajes contrapuestos: Cada MC deberá defender su personaje y atacar al del rival.
- Sangre: 60 segundos temática libre, 1 minuto de ataque y 1 minuto de respuesta por MC. (Se sumará un punto extra por respuesta en el minuto de respuesta de cada MC)
- Deluxe: 3 patrones a capela, luego 160 segundos libres 4x4.

## Participantes

### Ascensos y descensos
| Pos. | Descendidos |
| ---- | ----------- |
| 9.º  | Invert      |
| 10.º | Mr. Ego     |

| Pos. | Ascendidos |
| ---- | ---------- |
| 1.º  | Walls      |
| 2.º  | Force      |

### Participantes por comunidad
| Nombre | Comunidad            | Participación          |
| ------ | -------------------- | ---------------------- |
| Chuty  | Madrid               | 2.ª (campeón defensor) |
| Skone  | Andalucía            | 2.ª                    |
| Blon   | Cataluña             | 2.ª                    |
| BTA    | Andalucía            | 2.ª                    |
| Errecé | Comunidad Valenciana | 2.ª                    |
| Zasko  | Comunidad Valenciana | 2.ª                    |
| Arkano | Comunidad Valenciana | 2.ª                    |
| Hander | Comunidad Valenciana | 2.ª                    |
| Walls  | Región de Murcia     | Debut                  |
| Force  | Galicia              | Debut                  |

## Jueces, Host y DJ

### Jueces
- Soen
- Kapo 013
- Estrimo
- Invert
- Mr. Ego

### Jueces suplentes
Si algún juez titular no asiste a una jornada se sustituye por otro juez. En esta temporada los jueces suplentes fueron:
- Spef: Sustituyó a Invert en la Jornada 1.

- Eude: Sustituyó a Kapo en la jornada 4 y sustituyó a Mr. Ego en la jornada 8.

### Host
- Bekaesh

### DJ
- DJ Sunshine

|  |

## Clasificación
| Pos. | MC        | Puntos | G+3 | G+2 | D+1 | D+0 | PTB  |
| ---- | --------- | ------ | --- | --- | --- | --- | ---- |
| 1    | Chuty (C) | 24     | 7   | 1   | 1   | 0   | 3546 |
| 2    | Walls     | 18     | 5   | 0   | 3   | 1   | 3226 |
| 3    | Skone     | 16     | 3   | 3   | 1   | 2   | 3220 |
| 4    | Blon      | 14     | 3   | 2   | 1   | 3   | 3333 |
| 5    | Errecé    | 13     | 3   | 1   | 2   | 3   | 2934 |
| 6    | Zasko     | 12     | 3   | 1   | 1   | 4   | 2973 |
| 7    | Arkano    | 12     | 2   | 3   | 0   | 4   | 2969 |
| 8    | BTA       | 10     | 2   | 2   | 0   | 5   | 3030 |
| 9    | Force     | 8      | 1   | 1   | 3   | 4   | 3030 |
| 10   | Hander    | 8      | 1   | 1   | 3   | 4   | 3023 |

| Fuente: Urban Roosters |

     — Campeón.     — Play-off por la permanencia.      — Descenso.
| 1. |

|               |
|               |
| Campeón Chuty |
| 2.do título   |

## Evolución de la clasificación
| Participantes | 1  | 2  | 3  | 4  | 5  | 6  | 7  | 8  | 9  |
| ------------- | -- | -- | -- | -- | -- | -- | -- | -- | -- |
| Chuty (C)     | 1  | 1  | 1  | 1  | 1  | 1  | 1  | 1  | 1  |
| Walls         | 7  | 3  | 2  | 3  | 2  | 2  | 2  | 2  | 2  |
| Skone         | 5  | 5  | 3  | 6  | 7  | 7  | 6  | 3  | 3  |
| Blon          | 3  | 2  | 3  | 2  | 3  | 3  | 5  | 6  | 4  |
| Errecé        | 2  | 4  | 5  | 4  | 4  | 5  | 7  | 7  | 5  |
| Zasko         | 6  | 6  | 8  | 10 | 6  | 6  | 4  | 4  | 6  |
| Arkano        | 9  | 10 | 6  | 5  | 5  | 4  | 3  | 5  | 7  |
| BTA           | 8  | 7  | 10 | 7  | 9  | 9  | 10 | 10 | 8  |
| Force         | 10 | 9  | 9  | 8  | 10 | 10 | 9  | 8  | 9  |
| Hander        | 4  | 8  | 7  | 9  | 8  | 8  | 8  | 9  | 10 |

## Resultados
Leyendas     Ganador de la batalla      MVP de la Jornada      Derrotado de la batalla
- Negrilla: ganadores.
- Cursiva: derrotados en réplica.

| Jornada 1 Barcelona 4 de mayo de 2018 | Jornada 1 Barcelona 4 de mayo de 2018 | Jornada 1 Barcelona 4 de mayo de 2018 | Jornada 1 Barcelona 4 de mayo de 2018 |
| Inicia                                | Resultado                             | Termina                               | PTB                                   |
| ------------------------------------- | ------------------------------------- | ------------------------------------- | ------------------------------------- |
| Hander                                | 2-1                                   | Zasko                                 | 371-383                               |
| Arkano                                | 0-3                                   | Errecé                                | 374-322                               |
| BTA                                   | 0-3                                   | Blon                                  | 333-367                               |
| Force                                 | 0-3                                   | Chuty                                 | 325-376                               |
| Skone                                 | 2-1                                   | ' Walls                               | 361-351                               |

| Jornada 2 Alicante 9 de junio de 2018 | Jornada 2 Alicante 9 de junio de 2018 | Jornada 2 Alicante 9 de junio de 2018 | Jornada 2 Alicante 9 de junio de 2018 |
| Inicia                                | Resultado                             | Termina                               | PTB                                   |
| ------------------------------------- | ------------------------------------- | ------------------------------------- | ------------------------------------- |
| Walls                                 | 3-0                                   | Arkano                                | 381-341                               |
| Blon                                  | 2-1                                   | Errecé                                | 388-378                               |
| Hander                                | 0-3                                   | Chuty                                 | 296-399                               |
| Zasko                                 | 2-1                                   | Force                                 | 317-307                               |
| BTA                                   | 2-1                                   | Skone                                 | 347-343                               |

| Jornada 3 Galicia 3 de agosto de 2018 | Jornada 3 Galicia 3 de agosto de 2018 | Jornada 3 Galicia 3 de agosto de 2018 | Jornada 3 Galicia 3 de agosto de 2018 |
| Inicia                                | Resultado                             | Termina                               | PTB                                   |
| ------------------------------------- | ------------------------------------- | ------------------------------------- | ------------------------------------- |
| BTA                                   | 0-3                                   | Arkano                                | 322-387                               |
| Zasko                                 | 0-3                                   | Chuty                                 | 315-404                               |
| Force                                 | 2-1                                   | Hander                                | 354-356                               |
| Errecé                                | 1-2                                   | Skone                                 | 304-312                               |
| Walls                                 | 3-0                                   | Blon                                  | 386-361                               |

| Jornada 4 Murcia 15 de septiembre de 2018 | Jornada 4 Murcia 15 de septiembre de 2018 | Jornada 4 Murcia 15 de septiembre de 2018 | Jornada 4 Murcia 15 de septiembre de 2018 |
| Inicia                                    | Resultado                                 | Termina                                   | PTB                                       |
| ----------------------------------------- | ----------------------------------------- | ----------------------------------------- | ----------------------------------------- |
| Walls                                     | 1-2                                       | BTA                                       | 354-360                                   |
| Hander                                    | 0-3                                       | Blon                                      | 341-382                                   |
| Errecé                                    | 2-1                                       | Force                                     | 284-294                                   |
| Arkano                                    | 3-0                                       | Zasko                                     | 331-282                                   |
| Skone                                     | 0-3                                       | Chuty                                     | 374-413                                   |

| Jornada 5 Bilbao 4 de noviembre de 2018 | Jornada 5 Bilbao 4 de noviembre de 2018 | Jornada 5 Bilbao 4 de noviembre de 2018 | Jornada 5 Bilbao 4 de noviembre de 2018 |
| Inicia                                  | Resultado                               | Termina                                 | PTB                                     |
| --------------------------------------- | --------------------------------------- | --------------------------------------- | --------------------------------------- |
| Errecé                                  | 3-0                                     | BTA                                     | 379-331                                 |
| Arkano                                  | 2-1                                     | Hander                                  | 345-359                                 |
| Walls                                   | 3-0                                     | Force                                   | 388-334                                 |
| Zasko                                   | 3-0                                     | Skone                                   | 361-355                                 |
| Chuty                                   | 1-2                                     | Blon                                    | 428-408                                 |

| Jornada 6 Cádiz 24 de noviembre de 2018 | Jornada 6 Cádiz 24 de noviembre de 2018 | Jornada 6 Cádiz 24 de noviembre de 2018 | Jornada 6 Cádiz 24 de noviembre de 2018 |
| Inicia                                  | Resultado                               | Termina                                 | PTB                                     |
| --------------------------------------- | --------------------------------------- | --------------------------------------- | --------------------------------------- |
| Walls                                   | 3-0                                     | Hander                                  | 353-293                                 |
| Skone                                   | 3-0                                     | Force                                   | 398-362                                 |
| Zasko                                   | 3-0                                     | Errecé                                  | 361-326                                 |
| BTA                                     | 0-3                                     | Chuty                                   | 315-405                                 |
| Arkano                                  | 2-1                                     | Blon                                    | 324-331                                 |

| Jornada 7 Madrid 29 de diciembre de 2018 | Jornada 7 Madrid 29 de diciembre de 2018 | Jornada 7 Madrid 29 de diciembre de 2018 | Jornada 7 Madrid 29 de diciembre de 2018 |
| Inicia                                   | Resultado                                | Termina                                  | PTB                                      |
| ---------------------------------------- | ---------------------------------------- | ---------------------------------------- | ---------------------------------------- |
| Hander                                   | 3-0                                      | Errecé                                   | 352-322                                  |
| Skone                                    | 3-0                                      | Blon                                     | 400-349                                  |
| Walls                                    | 1-2                                      | Chuty                                    | 375-388                                  |
| Arkano                                   | 2-1                                      | Force                                    | 335-339                                  |
| Zasko                                    | 3-0                                      | BTA                                      | 351-307                                  |

| Jornada 8 Málaga 19 de enero de 2019 | Jornada 8 Málaga 19 de enero de 2019 | Jornada 8 Málaga 19 de enero de 2019 | Jornada 8 Málaga 19 de enero de 2019 |
| Inicia                               | Resultado                            | Termina                              | PTB                                  |
| ------------------------------------ | ------------------------------------ | ------------------------------------ | ------------------------------------ |
| Arkano                               | 0-3                                  | Skone                                | 313-351                              |
| Chuty                                | 3-0                                  | Errecé                               | 373-307                              |
| BTA                                  | 3-0                                  | Hander                               | 346-299                              |
| Force                                | 3-0                                  | Blon                                 | 397-377                              |
| Walls                                | 3-0                                  | Zasko                                | 307-277                              |

| Jornada 9 Valencia 16 de febrero de 2019 | Jornada 9 Valencia 16 de febrero de 2019 | Jornada 9 Valencia 16 de febrero de 2019 | Jornada 9 Valencia 16 de febrero de 2019 |
| Inicia                                   | Resultado                                | Termina                                  | PTB                                      |
| ---------------------------------------- | ---------------------------------------- | ---------------------------------------- | ---------------------------------------- |
| Force                                    | 0-3                                      | BTA                                      | 318-365                                  |
| Skone                                    | 2-1                                      | Hander                                   | 354-356                                  |
| Errecé                                   | 3-0                                      | Walls                                    | 352-322                                  |
| Zasko                                    | 0-3                                      | Blon                                     | 322-369                                  |
| Chuty                                    | 3-0                                      | Arkano                                   | 380-361                                  |

| 1. 2. 3. 4. 5. 6. 7. 8. 9. 10. 11. |

## Play-Off de ascenso
| Play-Off Valencia 16 de febrero de 2019 | Play-Off Valencia 16 de febrero de 2019 | Play-Off Valencia 16 de febrero de 2019 | Play-Off Valencia 16 de febrero de 2019 |
| Inicia                                  | Resultado                               | Termina                                 | PTB                                     |
| --------------------------------------- | --------------------------------------- | --------------------------------------- | --------------------------------------- |
| Force                                   | 3-0                                     | Santi                                   | 352-328                                 |

## Récords y estadísticas
- Batalla más vista: Chuty vs Blon 1.2 Millones - Jornada 5 Bilbao.
- Batalla menos vista: BTA vs Hander 93 Mil - Jornada 8 Málaga.
- Mayor diferencia de PTB en una batalla: Chuty a Hander con 103 PTB´s de diferencia - Jornada 2 Alicante.
- Menor diferencia de PTB en una batalla: Hander a Force Jornada 3 y Hander a Skone Jornada 9 con 2 PTB de diferencia respectivamente.
- MC con más victorias: Chuty (8).
- MC con más victorias directas: Chuty (7).
- MC con más victorias en réplica: Skone (5).
- MC con más derrotas: Force y Hander (7).
- MC con más derrotas directas: BTA (5).
- MC con más derrotas en réplica: Walls, Force y Hander (3).

## Votos jurado
| Jornada 1        | Jornada 1 | Jornada 1                                                                      | Jornada 1                                                                      | Jornada 1                                |
| Batalla          | Resultado | 1.º Réplica                                                                    | 2.ª Réplica                                                                    | Final                                    |
| ---------------- | --- | ------------------------------------------------------------------------------ | ------------------------------------------------------------------------------ | ---------------------------------------- |
| Hander vs Zasko  | Kapo013: 121-125 = Réplica Estrimo: 124-127 = Réplica Soen: 126-146 = Zasko Mr.Ego: 10ocult = Réplica Spef: 135-131 = Réplica | Kapo013 = Réplica Estrimo = Hander Soen = Zasko Mr.Ego = Réplica Spef = Hander | Kapo013 = Hander Estrimo = HanocultSoen = Hander Mr.Ego = Hander Spef = Hander | 1-0 = Réplica 2-1 = Réplica 5-0 = Hander |
| Arkano vs Errecé | Kapo013: 106-117 = ErrocultEstrimo: 114-134 = Errecé Soen: 111-123 = Errecé Mr.Ego: 104-114 = Errecé Spef: 120-134 = Errecé   | -                                                                              | -                                                                              | 0-5 = Errecé                             |
| ocultA vs Blon   | Kapo013: 106-121 = Blon Estrimo: 120-129 = Blon Soen: 110-117 = Blon Mr.Ego: 92-110 = Blon Spef: 117-129 = Blon               | -                                                                              | -                                                                              | 0-5 = Blon                               |
| Force vs Chuty   | Kapo013: 102-116 = Chuty Estrimo: 125-126 = Réplica Soen: 116-132 = Chuty Mr.Ego: 91-119 = Chuty Spef: 107-135 = Chuty        | -                                                                              | -                                                                              | 0-4 = Chuty                              |
| Skone vs Walls   | Kapo013: 120-117 = Réplica Estrimo: 116-119 = Réplica Soen: 122-111 = Skone Mr.Ego: 119-115 = Réplica Spef: 133-143 = Walls   | Kapo013 = Skone Estrimo = Skone Soen = Skone Mr.Ego = Skone Spef = Skone       | -                                                                              | 1-1 = Réplica 5-0 = Skone                |

| Jornada 2       | Jornada 2 | Jornada 2                                                                    | Jornada 2                                                        | Jornada 2                             |
| Batalla         | Resultado | 1.º Réplica                                                                  | 2.ª Réplica                                                      | Final                                 |
| --------------- | --- | ---------------------------------------------------------------------------- | ---------------------------------------------------------------- | ------------------------------------- |
| Walls vs Arkano | Kapo013: 124-112 = Walls Estrimo: 125-112 = Walls Soen: 136-123 = Walls Mr.Ego: 110-99 = Walls Invert: 132-117 = Walls        | -                                                                            | -                                                                | 5-0 = Walls                           |
| Blon vs Errecé  | Kapo013: 135-130 = Réplica Estrimo: 133-123 = Blon Soen: 120-134 = Errecé Mr.Ego: 114-109 = Réplica Invert: 127-125 = Réplica | Kapo013 = Blon Estrimo = Blon Soen = Blon Mr.Ego = Blon Invert = Blon        | -                                                                | 1-1 = ocultca 5-0 = Blon              |
| Hander vs Chuty | Kapo013: 94-134 = Chuty Estrimo: 104-135 = Chuty Soen: 99-144 = Chuty Mr.Ego: 96-130 = Chuty Invert: 101-135 = Chuty          | -                                                                            | -                                                                | 0-5 = Chuty                           |
| Zasko vs Force  | Kapo013: 118-108 = Zasko Estrimo: 100-103 = Réplica Soen: 119-114 = Réplica Mr.Ego: 97-96 = Réplica Invert: 99-95 = Réplica   | Kapo013 = Zasko Estrimo = Zasko Soen = Zasko Mr.Ego = Réplica Invert = Zasko | -                                                                | 1-0 = Réplica 4-0 = Zasko             |
| BTA vs Skone    | Kapo013: 120-112 = BTA Estrimo: 114-111 = Réplica Soen: 120-124 = Réplica Mr.Ego: 104-106 = Réplica Invert: 113-120 = Skone   | Kapo013 = BTA Estrimo = Réplica Soen = Réplica Mr.Ego = BTA Invert = Skone   | Kapo013 = BTA Estrimo = BTA Soen = BTA Mr.Ego = BTA Invert = BTA | 1-1 = Réplica 2-1 = Réplica 5-0 = BTA |

| Jornada 3           | Jornada 3 | Jornada 3                                                                           | Jornada 3                                                                  | Jornada 3                               |
| Batalla             | Resultado | 1.º Réplica                                                                         | 2.ª Réplica                                                                | Final                                   |
| ------------------- | --- | ----------------------------------------------------------------------------------- | -------------------------------------------------------------------------- | --------------------------------------- |
| BTA vs Arkano       | Kapo013: 106-112 = Arkano Estrimo: 113-127 = Arkaocultoen: 115-132 = Arkano Mr.Ego: 113-128 = Arkano Invert: 102-134 = Arkano | -                                                                                   | -                                                                          | 0-5 = Arkano                            |
| Zasko vs Chuty      | Kapo013: 104-130 = Chuty Estrimo: 103-132 = Chuty Soen: 108-134 = Chuty Mr.Ego: 107-138 = Chuty Invert: 104-147 = Chuty       | -                                                                                   | -                                                                          | 0-5 = Chuty                             |
| Force vs Hander     | Force 354-356 Hander 3 réplicas 1 Hander 1 Force (Sin puntos de cada jurado en la batalla oficial)                            | Kapo013 = Réplica Estrimo = Réplica Soen = Réplica Mr.Ego = Réplica Invert = Hander | Kapo013 = Force Estrimo = Force Soen = Force Mr.Ego = Force Invert = Force | 1-1 = Réplica 0-1 = Réplica 5-0 = Force |
| Errecé vs Skone     | Errecé 312-304 Skone Sin puntos ni decisiones individuales de cada jurado. Resultado: Réplica                                 | Kapo013 = Skone Estrimo = Skone Soen = Skone Mr.Ego = Errecé Invert = Skone         | -                                                                          | ¿? = Réplica 1-4 = Skone                |
| ocult Walls vs Blon | Kapo013: 129-120 = Walls Estrimo: 135-117 = Walls Soen: 125-124 = Réplica Mr.Ego: 135-127 = Walls Invert: 119-117 = Réplica   | -                                                                                   | -                                                                          | 3-0 = Walls                             |

| Jornada 4       | Jornada 4 | Jornada 4                                                                        | Jornada 4                                                                  | Jornada 4                                |
| Batalla         | Resultado | 1.º Réplica                                                                      | 2.ª Réplica                                                                | Final                                    |
| --------------- | --- | -------------------------------------------------------------------------------- | -------------------------------------------------------------------------- | ---------------------------------------- |
| Walls vs BTA    | Eude: 128-128 = Réplica Estrimo: 117-135 = BTA Soen: 120-113 = Walls Mr.Ego: 103-101 = Réplica Invert: 132-125 = Walls | Eude = BTA Estrimo = BTA Soen = BTA Mr.Ego = BTA Invert = BTA                    | -                                                                          | 2-1 = Réplica 0-5 = BTA                  |
| Hander vs Blon  | Eude: 102-139 = Blon Estrimo: 114-127 = Blon Soen: 119-132 = Blon Mr.Ego: 110-116 = Blon Invert: 127-124 = Réplica     | -                                                                                | -                                                                          | 0-4 = Blon                               |
| Errecé vs Force | Eude:96-98 = Réplica Estrimo: 95-104 = Force Soen: 99-103 = Réplica Mr.Ego: 93-95 = Réplica Invert: 110-101 = Errecé   | Eude = Réplica Estrimo = Réplica Soen = Réplica Mr.Ego = Errecé Invert = Réplica | Eude = Force Estrimo = Errecé Soen = Force Mr.Ego = Errecé Invert = Errecé | 1-1 = Réplica 1-0 = Réplica 3-2 = Errecé |
| Arkano vs Zasko | Eude: 120-93 = Arkano Estrimo: 107-92 = Arkano Soenocult-97 = Arkano Mr.Ego: 109-94 = Arkano Invert: 111-87 = Arkano   | -                                                                                | -                                                                          | 5-0 = Arkano                             |
| Skone vs Chuty  | Eude: 125-131 = Chuty Estrimo: 116-123 = Chuty Soen: 128-143 = Chuty Mr.Ego: 131-143 = Chuty Invert: 134-139 = Réplica | -                                                                                | -                                                                          | 4-0 = Chuty                              |

| Jornada 5        | Jornada 5 | Jornada 5                                                                       | Jornada 5   | Jornada 5                  |
| Batalla          | Resultado | 1.º Réplica                                                                     | 2.ª Réplica | Final                      |
| ---------------- | --- | ------------------------------------------------------------------------------- | ----------- | -------------------------- |
| Errecé vs BTA    | Kapo013: 140-127 = Errecé Estrimo: 147-114 = Errecé Soen: 112-108 = Errecé Mr.Ego: 115-106 = Errecé Invert: 117-109 = Errecé   |                                                                                 | -           | 5-0 = Errecé               |
| Arkano vs Hander | Kapo013: 115-118 = Réplica Estrimo: 111-116 = Réplica Soen: 116-108 = Arkano Mr.Ego: 117-125 = Hander Invert: 114-146 = Hander | Kapo013 = Arkano Estrimo = Arkano Soen = Arkano Mr.Ego = Hander Invert = Arkano | -           | 1-2 = Réplica 4-1 = Arkano |
| Walls vs Force   | Kapo013: 127-109 = Walls Estrimo: 121-110 = Walls Soen: 118-104 = Walls Mr.Ego: 126-115 = Walls Invert: 136-120 = Walls        | -                                                                               | -           | 5-0 = Walls                |
| Zasko vs Skone   | Kapo013: 128-112 = Zasko Estrimo: 116-100 = Zasko Soen: 113-110 = Réplica Mr.Ego: 122-113 = Zasko Invert: 123-118 Réplica      | -                                                                               | -           | 3-0 = Zasko                |
| Chuty vs Blon    | Kapo013: 151-145 = Chuty Estrimo: 135-130 = Réplica Soen: 135-134 = Réplica Mr.Ego: 152-149 = Réplica Invert: 156-130 = Chuty  | Kapo013 = Blon Estrimo = Blon Soen = Blon Mr.Ego = Réplica Invert = Blon        | -           | 2-0 = Réplica 0-4 = Blon   |

| Jornada 6       | Jornada 6 | Jornada 6                                                                       | Jornada 6   | Jornada 6                  |
| Batalla         | Resultado | 1.º Réplica                                                                     | 2.ª Réplica | Final                      |
| --------------- | --- | ------------------------------------------------------------------------------- | ----------- | -------------------------- |
| Walls vs Hander | Kapo013: 141-113 = Walls Estrimo: 116-97 = Walls Soen: 106-86 = Walls Mr.Ego: 114-103 = Walls Invert: 123-93 = Walls           | -                                                                               | -           | 5-0 = Walls                |
| Skone vs Force  | Kapo013: 152-127 = Skone Estrimo: 122-113 = Skone Soen: 125-115 = Skone Mr.Ego: 123-120 = Réplica Invert: 150-127 = Skone      | -                                                                               | -           | 4-0 = Walls                |
| Zasko vs Errecé | Kapo013: 130-115 = Zasko Estrimo: 117-103 = Zasko Soen: 107-105 = Réplica Mr.Ego: 118-106 = Zasko Invert: 126-125 = Réplica    | -                                                                               | -           | 3-0 = Zasko                |
| BTA vs Chuty    | Kapo013: 128-152 = Chuty Estrimo: 103-120 = Chuty Soen: 93-119 = Chuty Mr.Ego: 107-137 = Chuty Invert: 105-148 = Chuty         | -                                                                               | -           | 0-5 = Chuty                |
| Arkano vs Blon  | Kapo013: 115-119 = Réplica Estrimo: 101-112 = Blon Soen: 106-111 = Réplica Mr.Ego: 108-108 = Réplica Invert: 110-109 = Réplica | Kapo013 = Arkano Estrimo = Arkano Soen = Arkano Mr.Ego = Arkano Invert = Arkano | -           | 0-1 = Réplica 5-0 = Arkano |

| Jornada 7        | Jornada 7 | Jornada 7                                                                         | Jornada 7 | Jornada 7                                              |
| Batalla          | Resultado | 1.º Réplica                                                                       | 2.ª Réplica | Final                                                  |
| ---------------- | --- | --------------------------------------------------------------------------------- | --- | ------------------------------------------------------ |
| Hander vs Errecé | Kapo013: 117-118 = Réplica Estrimo: 124-108 = Hander Soen: 108-108 = Réplica Mr.Ego: 120-103 = Hander Invert: 115-106 = Hander | -                                                                                 | - | 3-0 = Hander                                           |
| Skone vs Blon    | Kapo013: 135-120 = Skone Estrimo: 116-112 = Réplica Soen: 143-117 = Skone Mr.Ego: 133-121 = Skone Invert: 132-100 = Skone      | -                                                                                 | - | 4-0 = Skone                                            |
| Walls vs Chuty   | Kapo013: 131-135 = Réplica Estrimo: 117-120 = Réplica Soen: 129-136 = Chuty Mr.Ego: 129-133 = Réplica Invert: 101-109 = Chuty  | Kapo013 = Chuty Estrimo = Chuty Soen = Chuty Mr.Ego = Chuty Invert = Chuty        | - | 0-2 = Réplica 0-5 = Chuty                              |
| Arkano vs Force  | Kapo013: 113-123 = Force Estrimo: 113-118 = Réplica Soen: 113-116 = Réplica Mr.Ego: 109-105 = Réplica Invert: 90-103 = Force   | Kapo013 = Réplica Estrimo = Force Soen = Arkano Mr.Ego = Réplica Invert = Réplica | Kapo013 = Arkano / Arkano Estrimo = Réplica / Arkano Soen = Arkano / Réplica Mr.Ego = Force / Arkano Invert = Réplica / Arkano | 0-2 = Réplica 1-1 = Réplica 2-1 = Réplica 4-0 = Arkano |
| Zasko vs BTA     | Kapo013: 128-110 = Zasko Estrimo: 118-105 = Zasko Soen: 118-99 = Zasko Mr.Ego: 115-103 = Zasko Invert: 108-80 = Zasko          | -                                                                                 | - | 5-0 = Zasko                                            |

| Jornada 8       | Jornada 8 | Jornada 8   | Jornada 8   | Jornada 8   |
| Batalla         | Resultado | 1.º Réplica | 2.ª Réplica | Final       |
| --------------- | --- | ----------- | ----------- | ----------- |
| Arkano vs Skone | Kapo013: 102-125 = Skone Estrimo: 101-107 = Skone Soen: 100-119 = Skone Eude: 110-114 = Réplica Invert: 113-118 = Skone | -           | -           | 4-0 = Skone |
| Chuty vs Errecé | Kapo013: 137-107 = Chuty Estrimo: 119-100 = Chuty Soen: 128-99 = Chuty Eude: 119-106 = Chuty Invert: 126-101 = Chuty    | -           | -           | 5-0 = Chuty |
| BTA vs Hander   | Kapo013: 132-97 = BTA Estrimo: 115-105 = BTA Soen: 126-97 = BTA Eude: 105-105 = Réplica Invert: 102-93 = BTA            | -           | -           | 4-0 = BTA   |
| Force vs Blon   | Kapo013: 139-127 = Force Estrimo: 124-128 = Réplica Soen: 134-122 = Force Eude: 122-134 = Blon Invert: 140-114 = Force  | -           | -           | 3-1 = Force |
| Walls vs Zasko  | Kapo013: 107-93 = Walls Estrimo: 98-105 = Zasko Soen: 103-87 = Walls Eude: 95-95 = Réplica Invert: 106-86 = Walls       | -           | -           | 3-1 = Walls |

| Jornada 9       | Jornada 9 | Jornada 9                                                                         | Jornada 9                                                                     | Jornada 9                               |
| Batalla         | Resultado | 1.º Réplica                                                                       | 2.ª Réplica                                                                   | Final                                   |
| --------------- | --- | --------------------------------------------------------------------------------- | ----------------------------------------------------------------------------- | --------------------------------------- |
| Force vs BTA    | Kapo013: 107-125 = BTA Estrimo: 108-124 = BTA Soen: 103-116 = BTA Mr.Ego: 112-128 = BTA Invert: 88-92 = Réplica                | -                                                                                 | -                                                                             | 0-4 = BTA                               |
| Skone vs Hander | Kapo013: 118-118 = Réplica Estrimo: 123-118 = Réplica Soen: 117-122 = Réplica Mr.Ego: 120-120 = Réplica Invert: 86-92 = Hander | Kapo013 = Réplica Estrimo = Réplica Soen = Skone Mr.Ego = Hander Invert = Réplica | Kapo013 = Skone Estrimo = Hander Soen = Skone Mr.Ego = Réplica Invert = Skone | 0-1 = Réplica 1-1 = Réplica 3-1 = Skone |
| Errecé vs Walls | Kapo013: 123-109 = Errecé Estrimo: 112-107 = Réplica Soen: 117-106 = Errecé Mr.Ego: 125-118 = Errecé Invert: 92-88 = Réplica   | -                                                                                 | -                                                                             | 3-0 = Errecé                            |
| Zasko vs Blon   | Kapo013: 113-130 = Blon Estrimo: 108-119 = Blon Soen: 109-120 = Blon Mr.Ego: 109-130 = Blon Invert: 81-92 = Blon               | -                                                                                 | -                                                                             | 0-5 = Blon                              |
| Chuty vs Arkano | Kapo013: 124-87 = Chuty Estrimo: 114-90 = Chuty Soen: 122-84 = Chuty Mr.Ego: 126-109 = Chuty Invert: 94-73 = Chuty             | -                                                                                 | -                                                                             | 5-0 = Chuty                             |